# Coolmore

Chaquetilla de John Magnier

Chaquetilla de Michael Tabor

Chaquetilla de Derrick Smith

Chaquetilla de Westerberg

Coolmore Stud se encuentra en Fethard (condado de Tipperary, Irlanda), y es la sede de la operación de cría de pura sangre ingles más importante del mundo. Gracias a su cuadra de carreras, Ballydoyle, disputa las carreras más importantes del mundo, habiendo logrado importantes victorias en carreras clásicas con campeones mundialmente reconocidos. Fue fundada y es dirigida por el magnate John Magnier, ex-dueño del Manchester United. En la década de 1990, se asoció al también magnate Michael Tabor y en 2005 a Derrick Smith. Más recientemente se ha asociado con Westerberg, operación de carreras del billonario Georg von Opel, bisnieto del fundador de Opel. Además, tiene más socios en algunos caballos como White Birch Farm, del dueño de la revista Interview, el estadounidense Peter Brant o Flaxman Stables Ireland, propiedad de la familia Niarchos.
En Coolmore se han criado sementales campeones como Sadler's Wells, Danehill o Galileo.
La granja original se conoce en la actualidad como Coolmore Irlanda y tiene tres sucursales: Coolmore Australia; Ashford Stud, que opera como Coolmore America; y Coolmore National Hunt (o Castle Hyde Stud) en Irlanda, que se especializa en la cría para carreras de National Hunt. Coolmore tiene muchos "sementales lanzadera" que cubren a las yeguas en Irlanda o Kentucky en la temporada de cría del norte y son transportados a Australia y Sudamérica para la temporada de cría del sur.